# Яксонек (Лодзинське воєводство)
Яксонек (пол. Jaksonek) — село в Польщі, у гміні Александрув Пйотрковського повіту Лодзинського воєводства.
Населення — 181 особа (2011).
У 1975-1998 роках село належало до Пйотрковського воєводства.

## Демографія
Демографічна структура станом на 31 березня 2011 року:
|          | Загалом | Допрацездатний вік | Працездатний вік | Постпрацездатний вік |
| -------- | ------- | ------------------ | ---------------- | -------------------- |
| Чоловіки | 84      | 18                 | 62               | 4                    |
| Жінки    | 97      | 19                 | 57               | 21                   |
| Разом    | 181     | 37                 | 119              | 25                   |